# Columna Ascaso
La Columna Ascaso va ser la tercera columna organitzada a Barcelona. Va sortir cap al front d'Aragó el 25 de juliol de 1936 amb 2.000 milicians. Comptava amb 4 o 6 metralladores i 3 o 4 camions blindats («tiznaos») transformats en una metal·lúrgica de Gavà. A la columna Ascaso es van incorporar els grups internacionals «Giustizia e Libertá» i el «Batalló de la Mort o Centúria Malatesta». Estava situada en el sector d'Osca, i la dirigien entre Cristóbal Aldabaldetrecu, Gregorio Jover Cortés i Domingo Ascaso Abadía.

## Historial
La Columna Ascaso, arriba a Barbastre (Osca) cap al 27 de juliol, on es va trobar amb el coronel Villalba i el tinent coronel González Morales, que eren els caps de les restes del Regiment de Barbastre, d'uns 350 homes, que s'havia mantingut fidel a la República.
El seu nom li venia de l'anarquista oscenc Francisco Ascaso Abadía, mort en els combats del 20 de juliol a Barcelona. Pertanyia al grup anarquista Nosotros, i és probable que d'haver viscut hauria dirigit aquesta columna. No obstant això, el seu lloc va ser ocupat per Gregorio Jover Cortés, que també pertanyia al grup Nosotros i pel seu germà, també anarquista, Domingo Ascaso Abadía, que pertanyia al mateix grup. Tots dos eren closins de Joaquín Ascaso Budría, que dirigiria el Consell d'Aragó.
El coronel Villalba s'havia quedat estacionat en Barbastro esperant instruccions o reforços republicans. Aquests reforços van arribar amb la columna anarquista d'Ascaso, quedant aquests militars com a part de la columna. Aviat van començar les operacions de cèrcol a Osca, prenent Siétamo, que es perdria després de nou. En aquest sector la lluita va ser intensa (veure batalla de Monte Pelado), estant envoltada Osca per tres columnes (d'uns 7000 milicians en total, a l'agost). Aquesta situació sembraria dubtes sobre la lleialtat del coronel Villalba, molt criticat tant per les forces de la CNT i per les del POUM, i únicament defensat pel PSUC. Més tard, aquest seria traslladat a Màlaga on se li donaria el comandament. Després de la derrota de la Batalla de Màlaga, seria durament atacat també pels comunistes.
La columna va participar en diferents combats, especialment en l'ofensiva d'Osca i en la batalla de Monte Pelado, del 28 d'agost. En aquesta van participar uns 1200 italians i 800 espanyols (2.000 en total), que van sofrir grans baixes. Van conquistar la posició però això no va portar a la presa d'Osca.
Entre els participants en la columna estaria Josep Lluís i Facerias, més tard conegut com un dels maquis llibert
aris a Catalunya entre 1945 i 1953.

## Internacionals
La columna es faria coneguda per incloure grups de combatents internacionals. Entre ells estava el Grup Internacional "Eric Mühsam" d'alemanys anarquistes del grup DAS (deutsche anarcho-syndicalisten). També, van formar una centúria els alemanys d'origen marxista (de l'Olimpíada Popular), que dirigia Hans Beimler. També van participar internacionals italians en la columna. En un primer moment s'integrarien en la columna els republicans liberals de la columna coneguda com a Giustiza e Libertà, batalló Matteotti o Columna italiana, liderada per Carlo Rosselli i Fausco Falschi.
Els anarquistes italians, per la seva banda, van formar l'anomenat Batalló de la Mort o Centúria Malatesta que va ser una columna anarquista internacional molt espectacular. Formada per italians exiliats a França, van causar una gran impressió en la seva desfilada per Barcelona, organitzat el 3 de març de 1937, a causa dels seus uniformes negres - amb tíbies i calaveres - d'aparença paramilitar.
Vicenç Guarner, explica que el Batalló de la Mort va ser entrenat en una masia de Sant Adrià del Besòs i que va ser equipat i finançat per la Generalitat a petició de Diego Abad de Santillán i manat per Camillo Berneri, Candido Testa i Fausto Nitti. Van entrar en batalla amb mal peu, sent derrotats a Almudévar, el poble precisament dels Ascaso, i Montalbán. I, en l'assalt a l'ermita de Santa Quiteria, van resultar aniquilats. Guarner indica que les restes del batalló es van reincorporar a la columna Ascaso i uns altres van travessar la frontera de França. No obstant això uns altres, com els internacionals del Giustiza e Libertà van acabar en la Brigada Garibaldi de les Brigades Internacionals.

## Militarització
Per militaritzar-se la columna Ascaso, juntament amb la columna los Aguiluchos i la Columna Rojo y Negro es converteixen en Regiments, i la Columna Durruti, 19 de Juliol, en brigades mixtes, com també faria el Regiment Rojo y Negro. Entre les tres totalitzarien uns 7.000 combatents.
Després de la militarització, la columna es va convertir en la 28 Divisió republicana, que tenia les brigades 125, 126 i 127 i estava a càrrec de Gregorio Jover, que va ser partidari de la militarització. Miguel García Vivancos, de la columna Aguiluchos manaria la 125a Brigada Mixta, i Máximo Franco la 127.
La divisió participaria en l'ofensiva de juny sobre Osca. A l'any següent estaria en la batalla de Terol, passant després de la batalla a la zona de l'Alfambra. En enfonsar-se el front d'Aragó quedaria a la zona centro i es va desbandar en març de 1938 amb el trencament del front aragonès pels franquistes. L'agost de 1938 passaria a Extremadura, aquesta vegada al comandament del major de milícies Andrés García. Participaria en la batalla d'Extremadura de 1938 i en la batalla de Peñaroya.